# Raja Ram
Raja Ram, właśc. Ronald Rothfield (ur. 18 grudnia 1940 w Melbourne) – australijski muzyk, właściciel wytwórni płytowej TIP World, członek takich grup muzycznych jak Shpongle, 1200 Micrograms, Mystery of the Yeti czy The Infinity Project. Założył grupę jazzowo-psyrockową grupę Quinessence w 1969 roku.

## Dyskografia

### Quintessence
- 1969: In Blissful Company (Island Records)
- 1970: Quintessence (Island Records)
- 1971: Dive Deep (Island Records)
- 1972: Self (RCA)
- 1972: Indweller (RCA)

### The Infinity Project
- 1995: Feeling Weird (TIP Records)
- 1995: Mystical Experiences (Blue Room)

### The Mystery of the Yeti
- 1996: Mystery of the Yeti (TIP Records)
- 1999: Mystery of the Yeti, Pt. 2 (TIP World)

### Shpongle
- 1998: Are You Shpongled? (Twisted Records-TWSCD4)
- 2001: Tales of the Inexpressible (Twisted Records-TWSCD13)
- 2003: Shpongle Remixed (Twisted Records-TWSCD/LP23)
- 2005: Nothing Lasts... But Nothing Is Lost (Twisted Records-TWSCD/LP28)
- 2009: Ineffable Mysteries From Shpongland (Twisted Records-TWSCD)
- 2013: Museums Of Consciousnes (Twisted Records-TWSCD)

### 1200 Micrograms
- 2002: 1200 Micrograms (TIP World)
- 2003: Heroes Of The Imagination (TIP World)
- 2004: The Time Machine (TIP World)
- 2005: Live in Brazil (TIP World)
- 2007: Magic Numbers (TIP World)

### DJ-Mix-CD
- Spaceships Of The Imagination (TIP World)
- Raja Ram's Stash Bag (TIP World)
- Raja Ram's Stash Bag Vol. 2 (TIP World)
- Raja Ram's Stash Bag Vol. 3 (TIP World)
- Raja Ram's Stash Bag Vol. 4 (TIP World)